# Natale con gli antenati
Natale con gli antenati conosciuto anche come Natale con i Flintstones (A Flintstone Christmas) è uno speciale di Natale statunitense del 1977 prodotto da Hanna-Barbera. In Italia fu trasmesso su Italia 1 il 25 dicembre 1999 da Bim bum bam.
Da questo speciale e nelle serie successive, Henry Corden divenne la nuova voce di Fred Flintstone, sostituendo Alan Reed, morto il 14 giugno 1977.

## Doppiatori
| Personaggio       | Doppiatore originale | Doppiatore italiano |
| ----------------- | -------------------- | ------------------- |
| Fred Flintstone   | Henry Corden         | Mario Zucca         |
| Wilma Flintstone  | Jean Vander Pyl      | Elda Olivieri       |
| Barney Rubble     | Mel Blanc            | Diego Sabre         |
| Betty Rubble      | Gay Hartwig          | Cinzia Massironi    |
| Sig. Slate        | John Stephenson      | Oliviero Corbetta   |
| Bam Bam           | Lucille Bliss        | Federica Valenti    |
| Babbo Natale      | Hal Smith            | Riccardo Peroni     |
| Madre Natale      | Virginia Gregg       | ?                   |
| Ciottolina        | Jean Vander Pyl      | Emanuela Pacotto    |
| Dino              | Mel Blanc            | originale           |
| Ed il Caposquadra | Don Messick          | ?                   |
| Otis              | Don Messick          | ?                   |